# Binger Hermann

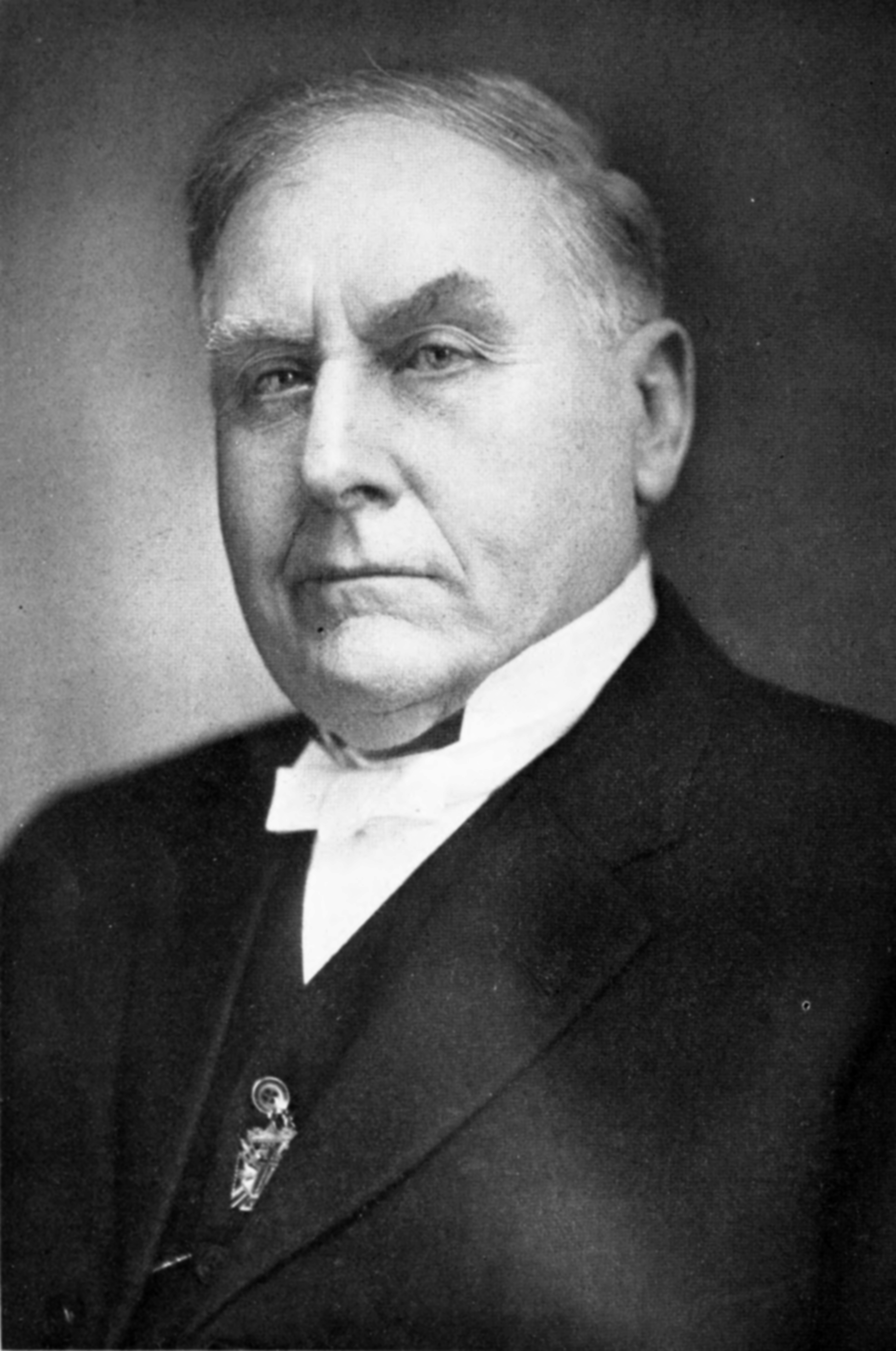
Binger Hermann

Binger Hermann (* 19. Februar 1843 in Lonaconing, Allegany County, Maryland; † 15. April 1926 in Roseburg, Oregon) war ein US-amerikanischer Politiker. Zwischen 1885 und 1897 sowie zwischen 1903 und 1907 vertrat er den ersten Wahlbezirk des Bundesstaates Oregon im US-Repräsentantenhaus.

## Frühe Jahre und Aufstieg in Oregon
Binger Hermann besuchte die Schulen seiner Heimat in Maryland und dann die Independent Academy in Manchester, aus der später das Irving College hervorging. Im Jahr 1859 zog er mit seinem Vater und einer Gruppe von sieben Familien nach Oregon. Die Familie bewirtschaftete in ihrer neuen Heimat eine Farm. Binger Hermann gründete die erste Schule im Coquille Valley und unterrichtete hier wie auch in zwei anderen Gemeinden selbst als Lehrer.
Nach einem Jurastudium und seiner 1866 erfolgten Zulassung als Rechtsanwalt begann er in Oakland in diesem Beruf zu arbeiten. Er wurde Mitglied der Republikanischen Partei und war zwischen 1866 und 1868 Abgeordneter im Repräsentantenhaus von Oregon. Die folgenden zwei Jahre bis 1870 gehörte er dem Staatssenat an. Von 1868 bis 1871 war er auch stellvertretender Leiter der Finanzbehörde im südlichen Oregon (Deputy Collector of Internal Revenue). In den Jahren 1871 bis 1873 arbeitete er für die Landverwaltungsbehörde der Bundesregierung. Von 1882 bis 1884 war er Oberst der Miliz von Oregon.

## Politische Laufbahn in Washington
Im Jahr 1884 wurde Hermann in das US-Repräsentantenhaus gewählt, wo er am 4. März 1885 die Nachfolge von Melvin Clark George antrat. Nach einigen Wiederwahlen konnte er sein Mandat bis zum 3. März 1897 ausüben. Bis 1893 war er der einzige Kongressabgeordnete aus Oregon. Seit diesem Jahr gab es zwei Kongresswahlbezirke und Hermann vertrat den ersten, während William R. Ellis für den zweiten Bezirk im Kongress saß. Hermann war zeitweise Vorsitzender des Bewässerungsausschusses (Committee on Irrigation). Im Jahr 1896 verzichtete er auf eine erneute Kandidatur. Sein Sitz fiel an Thomas H. Tongue. Hermann wurde nach seiner Zeit im Kongress von Präsident William McKinley zum Leiter der Landverwaltungsbehörde in Washington, D.C. ernannt. Dieses Amt übte er von 1897 bis 1903 aus. In dieser Eigenschaft kam es bald zu Spannungen zwischen Hermann und Innenminister Ethan Hitchcock.
Nach dem Tod des Kongressabgeordneten Thomas Tongue kandidierte Hermann bei der fälligen Nachwahl wieder für seinen alten Sitz im Kongress. Nachdem er diese Wahlen gewonnen hatte, konnte er am 1. Juni 1903 wieder in das US-Repräsentantenhaus einziehen. Nach einigen Wiederwahlen behielt er das Mandat bis zum 3. März 1907; im Jahr 1906 verzichtete er auf eine erneute Kandidatur.

## Der Oregon-Land-Skandal
Schon während seiner letzten Amtszeit im Kongress wurde Hermann beschuldigt, in den sogenannten Oregon Land Fraud Scandal verwickelt zu sein. Dabei ging es um Unterschlagungen und Veruntreuungen von Geldern im Zusammenhang mit der Landverwaltung. Innenminister Hitchcock warf Hermann außerdem vor, er habe Beweismaterial beseitigt. Hermann wurde angeklagt und 1907 von dem Vorwurf der Beweisvernichtung freigesprochen. Das Verfahren wegen illegaler Machenschaften wurde 1910 eingestellt, weil sich die Geschworenen nicht einigen konnten. Hermann arbeitete in den folgenden Jahren bis zu seinem Tod im Jahr 1926 als Rechtsanwalt.